# D.C. White Season 〜ダ・カーポ ホワイトシーズン〜
『D.C. White Season 〜ダ・カーポ ホワイトシーズン〜』は、CIRCUS NORTHERN製作のアダルトゲーム。通称『D.C.W.S.』。
『D.C. 〜ダ・カーポ〜』シリーズ初のアミューズメントディスク（ファンディスク）に当たる。初回限定の「クリスマス限定版」・CDとDVDの2種類の「通常版」・DVD版の新パッケージ「リニューアルパッケージ版」の計4種類のパッケージがある。

## 作品内容
（出典：）

### White Season -stories-
クリスマスの初音島を舞台としたアドベンチャー形式の追加ストーリー。本編の後日談であり、選択肢により7人のヒロインそれぞれのストーリーへ進む。
あらすじ
あれから何事もなく平穏な日々を過ごしていた主人公朝倉純一やヒロインたち。クリスマスを目前に控えた初音島で彼らは不思議な体験する。白い季節に初音島へ舞い降りたその奇跡とは…

### シーン回想
『White Season -stories-』のシーン回想モード。

### DC画廊
- 『White Season-stories-』のCG鑑賞モード。
- 他ブランドによる壁紙。
- 公式サイトで募集されたユーザー投稿イラスト集。

### AFTER BANANA
バナナを弾としたシューティングゲーム。プレイヤーは天枷美春を操りながら、初音島に咲く桜の力によって悪しきものにされた美春以外の女の子たちと戦い、初音島を守るといった内容。なお『D.C.S.V.』に、続編となる「アフター・バナナ2」が収録されている。
ステージ構成
1. 朝倉音夢
2. 水越萌
3. 白河ことり
4. 水越眞子
5. 芳乃さくら

### うたまるえかき歌
本編のマスコット的な存在「うたまる」の絵描き歌。ヴォーカルは桃井はるこ。桃井はコンシューマ版ダ・カーポシリーズのうたまるの声を当てている。本作はアニメの第8・15話のEDにも使用されている。

## スタッフ
- プロデューサー：tororo、くま坂らま男、LOVE号
- ディレクター：まり
- 原画：igul、たにはらなつき
- シナリオ：まり、ドラゴン角田、鈴木またみ、猫町由貴人

## 主題歌
オープニングテーマ「White Season」
作詞：tororo、作曲・編曲：土屋学、歌：rino
『D.C. Four Seasons 〜ダ・カーポ〜 フォーシーズンズ』にて天枷美春（神田朱未）がカバー。
エンディングテーマ「All my love of the World」
作詞：畑亜貴、作曲：猫野こめっと、編曲：土屋学、歌：yozuca*
挿入歌「うたまるえかき唄」
作詞：CIRCUS、作曲：南良樹、編曲：HULK、歌：桃井はるこ

## 関連商品

### CDアルバム
『crystal 〜サーカス ヴォーカルコレクション〜』
オープニングテーマ・挿入曲・エンディングテーマを収録。